# Defenders of the Earth
Defenders of the Earth är en amerikansk animerad tv-serie omfattande 65 avsnitt producerade 1985, och ursprungligen visad i syndikering 8 september 1986-1 maj 1987. En kortlivad amerikansk serietidning om fyra nummer gavs under 1987 ut av Star Comics.

## Handling och rollfigurer
Serien kretsar kring huvudfigurerna i tre av serieförlaget King Features Syndicates äldsta äventyrsserier - Mandrake, Blixt Gordon och Fantomen. 
Serien bygger på en relativt fri tolkning av de klassiska hjältarna. Handlingen är förlagd till år 2015, och serien börjar med att kejsar Ming inleder en attack mot jorden, kidnappar Blixt Gordons hustru och hjärntvättar henne i syfte att ta reda på hans gömställe. Resultatet blir dock att hustrun avlider, men i sista stund lyckas Blixt rädda hennes "essens", som lever vidare i en dator, kallad Dynak X.
I kampen mot Ming kontaktar Blixt och hans son Rick seriens övriga hjältar. Mandrake, och dennes fosterson Kshin, Lothar och hans son L.J (Lothar Junior) samt Fantomen och hans dotter Jedda. Utöver dessa figurer medverkar även Mings son Crotan, Garax, ledaren för Mings soldater, samt den lurviga rymdvarelsen, och tillika Kshins husdjur, Zuffy.
Undantaget Blixt, Ming, Fantomen, Mandrake och Lothar är samtliga dessa figurer skapade direkt för TV-serien. Den Fantomen som medverkar i Defenders of the Earth är dock den 27:e i ordningen, till skillnad från i serien "Fantomen", som handlar om den 21:e.
När konceptet för serien utformades fanns ursprungligen Lothar och hans son inte med. Mandrakes skapare Lee Falk insisterade dock på att Lothar skulle inkluderas, och han fick sin vilja igenom.

## Röster
- Lou Richards - Blixt Gordon
- Peter Mark Richman - Fantomen
- Peter Renaday - Mandrake
- Buster Jones - Lothar
- William Callaway - Kejsar Ming
- Loren Lester - Rick Gordon
- Sarah Partridge - Jedda Walker
- Adam Carl - Kshin
- Hal Rayle - Prins Crotan
- Diane Pershing
- Dion Williams
- Ron Feinberg

## Serietidningen
En serieversion gavs ut av Marvel Comics underetikett Star Comics (inriktning barnserier) 1987. Stan Lee var medförfattare till det första avsnittet, resten skrevs av Michael Higgins. Tecknade gjorde Alex Saviuk och Fred Fredericks. Tidningen sålde dåligt och endast fyra nummer gavs ut. Ett femte färdigtecknat äventyr finns, men det har aldrig publicerats.
Ingen av serierna har publicerats på svenska.

## Hemvideo
Den 10 oktober 2006 respektive 3 april 2007 släpptes hela serien ut på DVD, i region 1, i två boxar om vardera fem skivor:
- Defenders of the Earth - Complete Series Volume 1 (avsnitt 1-33)
- Defenders of the Earth - Complete Series Volume 2 (avsnitt 34-65)

Den 18 maj 2010 återutgavs hela serien på DVD i region 1.
I Sverige, där TV-serien inte visats i svensk TV, utgav Select/Egmont åren 1987-1990 ut flera VHS-kassetter bestående med avsnitt ur serien. Select släppte 6 vhser som hyrkassett, och 1 som köpfilm i pappbox. Denna köpfilm hade lite blandade röster både från Select och Egmont. Egmont släppte 4 filmer i form av hyrfilmer.
- Flykten från Mongo (avsni
- Det fruktansvärlda robotmonstret (avsnitt 8, 9 och 10)[6]
- De försvunna juvelerna (avsnitt 13 och 14)[7]
- Kampen mot dubbelgångarna (avsnitt 21, 22 och 23)[8]
- På äventyr i forntiden (avsnitt 26, 27 och 28)[9]
- Gudarnas krig (avsnitt 29, 30 och 31)[10]

## Svenskspråkiga tolkningar
För den svenska dubbningen svarade bland andra Hans Gustafsson, Bertil Engh, Roger Storm, Ulf Källvik och Ulf Johanson, Peter Wanngren.